# Delia lamellicauda
Delia lamellicauda är en tvåvingeart som först beskrevs av Huckett 1952.  Delia lamellicauda ingår i släktet Delia och familjen blomsterflugor. Inga underarter finns listade i Catalogue of Life.